# غوتليب بندر كريستيانسن
غوتليب بندر كريستيانسن (بالدنماركية: Gottlieb Bender Christiansen)‏ هو قسيس دنماركي، ولد في 27 أكتوبر 1851، وتوفي في 27 سبتمبر 1929.